# 阿部菜穂子
阿部 菜穂子（あべ なおこ）は、日本のエッセイスト。

## 略歴
1981年国際基督教大学卒業、毎日新聞社入社、社会部、政治部、外信部に勤務。95年退社。2001年からイギリス在住。花の文化史に関するコラムを執筆するなど、エッセイストとしても活動。2016年『チェリー・イングラム』で日本エッセイスト・クラブ賞受賞。

## 著書
- 『異文化で子どもが育つとき イギリスの今・日本の未来』草土文化 2004 ISBN 4794509006
- 『イギリス「教育改革」の教訓 「教育の市場化」は子どものためにならない』岩波ブックレット 2007 ISBN 978-4000093989
- 『チェリー・イングラム 日本の桜を救ったイギリス人』岩波書店 2016 ISBN 978-4000238885